# Hełm PH

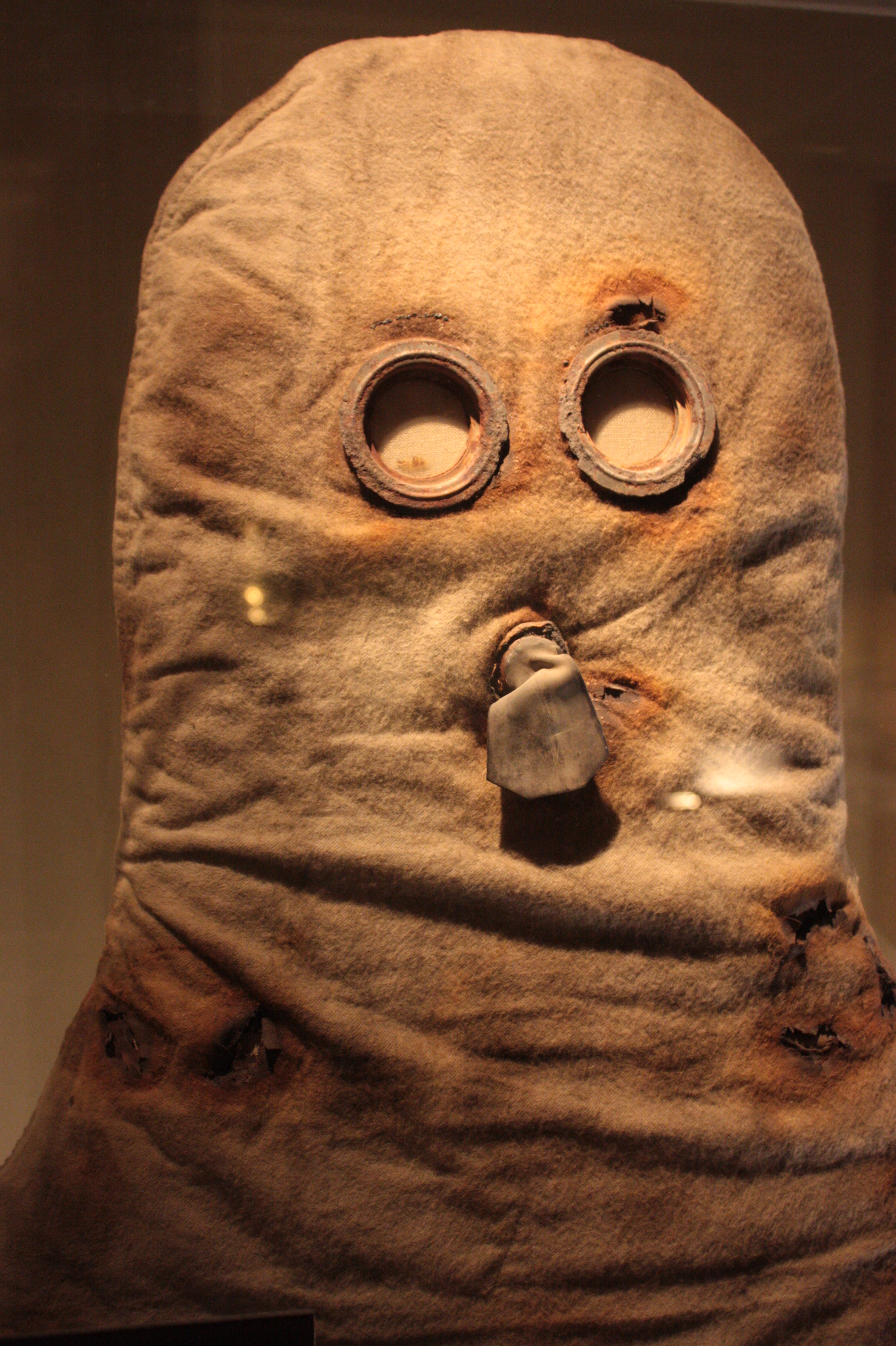
Hełm „PH”

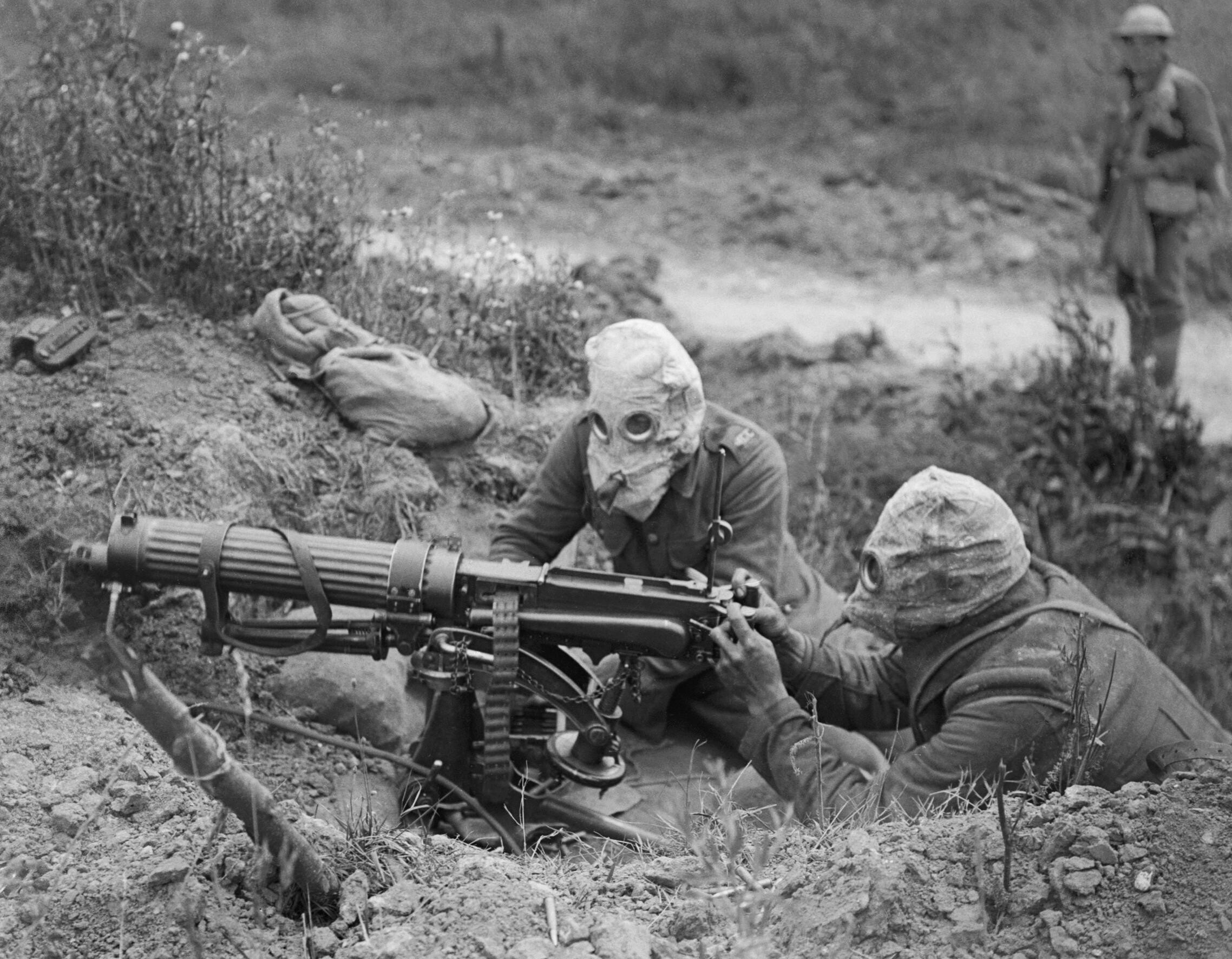
Obsługa karabinu maszynowego Vickers w hełmach „PH”

Hełm P, PH, PHG – brytyjska maska przeciwgazowa o charakterystycznym wyglądzie, wykonana z szarej flaneli z dwoma okrągłymi szklanymi okularami w metalowej oprawie i gumowym ustnikiem. Powstały trzy wersje maski, używane przez British Army w czasie I wojny światowej.

## Historia
Po dalszym rozwoju i operacyjnym wdrażaniu bardziej śmiercionośnych bojowych środków trujących (na przykład fosgenu i cyjanowodoru), dotychczas używany przez Brytyjczyków hełm Hypo nie był już w stanie zapewnić wymaganego stopnia ochrony osobistej. W wyniku testów wynaleziono substancję chemiczną, która neutralizowała działanie wyżej wymienionych gazów i stwierdzono, że żołnierz noszący maskę połączoną z kapturem, która zostanie wcześniej nasączona fenolanem sodu, będzie bezpieczny. 
Hełm „P” został przyjęty do wyposażenia British Army w połowie listopada 1915 roku. Wykonany był z podwójnej grubości szarej wełnianej flanelowej tkaniny bez podszewki z bocznym szwem, który rozszerzał się u dołu, gdzie sięgał ramion użytkownika. Dwie warstwy materiału były ze sobą połączone trójkątnymi przeszyciami na dole z przodu i z tyłu. Pojedyncze okrągłe szklane okulary umieszczone były w ocynowanych stalowych oprawkach, posiadających gwintowaną część wewnętrzną, którą można było wyjąć, aby umożliwić dopasowanie zamiennych okularów. Ustnik którym oddychał żołnierz, składał się z lutowanej blaszanej rurki z brązową skórzaną tuleją na czubku, aby zapobiec skaleczeniu lub otarciom ust. Rurka przechodziła przez przód hełmu, a punkt wyjścia wzmocniony był z obu stron pierścieniem z wodoodpornego płótna.
Po pewnym czasie użytkowania uświadomiono sobie, że hełm „P” narażony jest na większe stężenia fosgenu, tracąc zdolność ochrony żołnierza. Od stycznia 1916 roku wszystkie tego typu hełmy były zanurzane w roztworze fenolanowo-urotropinowym i w ten sposób powstał hełm „PH”, wprowadzony do służby w armii brytyjskiej na początku 1916 roku. Nowy hełm był pod wieloma względami podobny do wcześniejszego modelu i był z wyglądu praktycznie identyczny. Rozwinięciem hełmu „PH” był hełm „PHG” wyposażony we wbudowane okulary z gumy gąbczastej, aby przeciwdziałać lakrymatorom, pozostając w powszechnym użyciu do końca 1916 roku. 
Chociaż hełmy były niepopularne wśród żołnierzy ze względu na skomplikowaną procedurę dopasowania (zostały zaprojektowane tak, aby były schowane w koszuli i utrzymywane na miejscu przez bluzę mundurową ze stójką) oraz często parzyły skórę noszącego, zapewniały odpowiednią ochronę.